# 口交

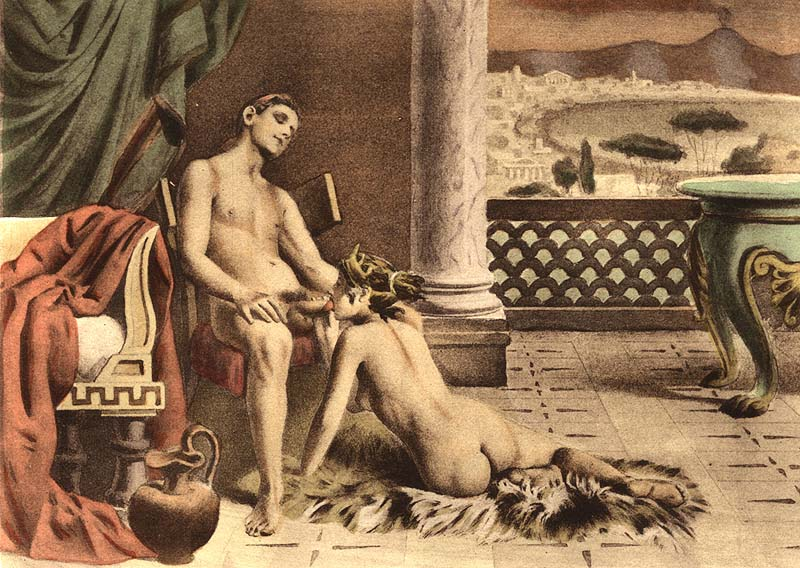
一名女子正在替男子口交

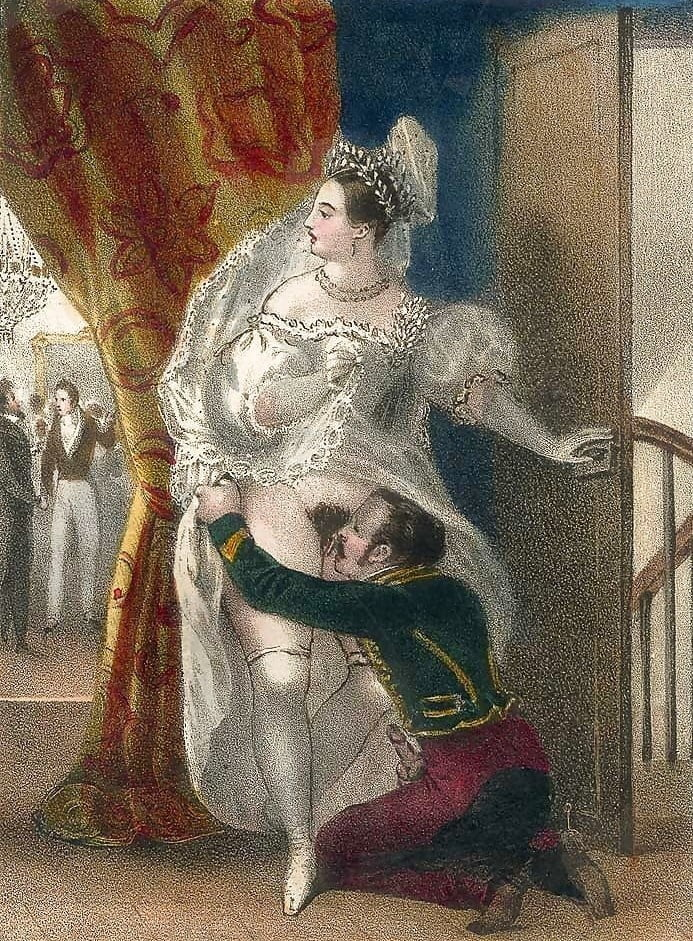
西洋绘画：在一场正式宴会仍在进行时，有人正私下口交

口内性交（英語：oral sex，有時被稱為 oral intercourse），简称“口”或口交，又称口淫或口愛，是性行為的其中一種，从事者的口腔（包括嘴唇、舌、牙齒和喉嚨）会與其伴侶的生殖器接觸，並以此对其進行刺激。用口來對女性性器官和男性性器官進行刺激的行為分別稱作「舔阴」和「吮阳」。舔肛是口交的另一種形式，其意是指用嘴（包括嘴唇、舌或牙齒）來刺激人的肛门。用口去刺激身體其他部位的行为一般不視作口交。
口交可作為前戲的一部分，令伴侣在進行其他性活動（比如陰道及肛門性交）前獲得充足的刺激，此外其亦可視作一種引起性欲和加強身體親密的行為。正如大多數性行為一樣，口交可能会傳播性傳染病，但相關風險顯著低於陰道交及肛交。
口交在一些地区被視为禁忌，但大多數國家並沒有設立禁止人們進行口交的法律。雖然人們普遍認為口交跟失貞與否沒有關係，但亦有人不同意以上有關貞操的觀念。此外亦有一些人對「為伴侶口交」或「伴侶為自己口交」持負面觀感，甚至視之為禁忌。

## 名稱

### 漢語方言
用来描述口交的俚語，包括各种隱晦的和粗俗的词语。
舐阴在俚語中謂為「品玉」、粵語俗稱「乃撻」（英文字Tart）、「食鮑魚」、「乃西」、「聞西」（取自「達文西」），廣東潮州口語化稱為「食屄」（屄，音[hɐi4]）。
吮陽的中文常見詞語為「吹簫」或「品簫」、「鯉魚嘴焗熱狗腸」、「咬」（將字體左右分離閱讀），或是低俗一點的「哈棒」、「哈龜」、「吃香腸」、「食蕉」、「吃肉棒」、「吹喇叭」、「吃香菇」、「吃棒棒糖」。單用「含」字亦常見，如「含棒」。吳語中有一詞為「吮卵」，字面義為替男性口交，日常俚語引申為「毫無用處」。粵語的俗語稱之為「含撚」（音[lɐn2]，俗作「撚」）、「擔柴」、「吹簫」、「吮七」(音[tsɐt9]，近似「七」，以吃珍寶珠的方式進行)。臺語中在1921年出版的《臺灣風俗誌》一書收有「含玍」一詞，（含𡳞，[kânn-lān] 错误：{{Lang}}：無法辨識語言標籤 zh-min-nan（帮助）），也有「欶𡳞鳥」（[suh-lān-tsiáu] 错误：{{Lang}}：無法辨識語言標籤 zh-min-nan（帮助））一詞，常俗寫為「樹懶叫」。

### 英語
对女性进行口交是“cunnilingus”，口语说法是“cunt licking”，包括“eating out”、“sugartime”、「muff-diving」、“carpet munching”和“giving a tongue bath”。
对男性进行口交，英語“fellatio”来源于拉丁语的“fellare”（意为舔吸）。通常口语则是“blowjob”、“cocksucking”等等。
另一个俚语说法中，给他人进行口交（不论对象是男性还是女性）叫作“giving head to”或“going down on”（在有些地区，“giving head”仅指给男性口交）。有时也用“gamahuche”这个词指称口交。
“cocksucker”（直譯：吸阴茎的人）在一些人看来是非常严重的侮辱，在美国屬「七大忌语」之一。

## 實踐目的

### 避免失貞

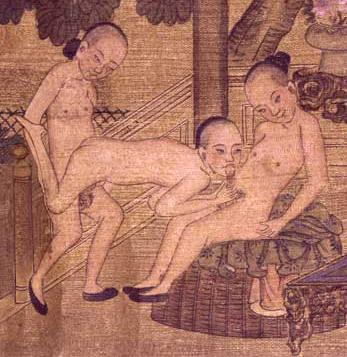
一幅描繪口交的中國手捲（繪於19世紀末，北京）

口交常被用作一種避免失貞的手段，異性伴侣當中更是如此：此類情況常遭稱作「技術性保貞」（其他技術性保貞手段包括肛交、互相撫慰等非進入式性行為）。技術性保貞此一概念在西方青年當中甚為流行。此外，男同性戀者可能將口交視為避免維持失貞的手段，因他們視陰莖-肛門侵入等同性交，並會導致失貞。而其他男同性戀者會以口交作為他們最主要的性活動。女同性戀者則可能認為口交或指交會令自己失貞，但她們对如何界定失貞有著各式各樣的看法。

### 避孕和預防性傳播疾病
口交本身不會導致懷孕，所以異性伴侣可以以口交來作为他們最主要的避孕方法。若要成功受精，從陰莖射出的精子必須在進入子宮和輸卵管后和女性的卵子结合。人類的胃肠道系统跟生殖系統沒有任何關係。女性所吞下的精子會於胃和小腸內分别遭酸和蛋白質殺死並分解，轉化為可忽略的營養素。然而即使陰莖不靠近陰道，懷孕的風險仍然存在，因為沾有精液的手指或其他身體部分有可能會跟陰道接觸，使得精子從此一途徑進入陰道。
雖然口交不一定是預防性傳播疾病的有效方法，但據信其擁有較少的傳播風險，因此其遭推舉為安全性行為的其中一種形式。美國食品藥品監督管理局並沒有把任何一種應用於口交的屏障方法（用以防止性傳播疾病）評定為有效。但是像口腔保护膜和安全套般的屏障物可为从事口交者提供一些保護。
有用屏障物者的嘴部應只跟覆蓋範圍接觸。虽然口腔保护膜代替品可由安全套和材質为乳膠或丁腈的手套製成，但使用真正的口腔保护膜亦是可行的，甚至比代替品佳。因為真正的口腔保护膜所覆蓋的範圍較大，能防止嘴部意外地「滑出」覆蓋範圍，並使當事人在代替品的製作過程中被剪刀戳傷的情況不可能發生。塑料包裝也可在口交過程中充當屏障物使用，但是目前的科學研究对於「它能在多大程度上預防疾病傳播」此一点仍没有結論。某些類型的塑料包裝為了能把包裝物放在微波爐加熱，所以特定設計成加熱便会有破孔出現。目前仍没有科學研究驗證在口交时以这類塑料包裝充當屏障物会产生什么影響。

## 盛行率
《時代》雜誌曾於2005年9月26日發表一篇文章，其內容參考了美國國家衛生統計中心於2005年9月發布的一份報告——其对超过12000名年齡介乎15－44岁的美国人進行了調查，其结果怀疑超過一半的青少年已有从事过口交的經歷。雖然一些報導認為這是青少年日益盛行地从事口交的證據，但其為第一次深入地探討此問題的研究。美国疾病控制与预防中心於2009年指出：「研究表明包括青少年在內，性活躍的同性和異性伴侶都普遍會從事口交。」其他研究亦指出：「男性比女性更可能在口交中扮演接受方，而兩者扮演给予方的比例相當。」
據潘綏銘等人於2000－2015年（每5年1次調查）進行的中國公民隨機抽樣調查顯示，在調查進行前的過去12個月裏，有过性生活且给对方口交的异性恋者从2000年的17.2%增加到2015年的36.8%；对方给自己口交的則從19.5%增加到36.8%。其於2010年的調查亦表示男方经常为女方口交的樣本共有5.4%；女方经常为男方口交的則有5.5%:217-218。

## 變種
颜面骑乘是口交的一種形式，當中接受口交者需騎在對方的臉上，然後以他或她的生殖器压向对方。伴侣亦可以69式這種性體位來同時為對方口交。吐出/吞嚥精液可能會使性刺激出現更多的變化。造出「一條珍珠项链」亦同樣如是。自我吮陽和自我舔陰皆屬一種罕見的口交變異形式，但並非不可能做到。
「深喉」（Deep Throat）是性伴侶將整個勃起的陰莖吞入口腔、通過會厭，直向咽喉，是為男性陰莖口交的一種類型。
群交之中亦有可能出現集體口交的情況，之后可能伴隨集體顏射和飲精。

## 健康风险及其他研究

### 性传播疾病
像衣原體、人類乳突病毒、淋病、单纯疱疹病毒、肝炎般的病原體和疾病可在口交中傳播。與感染人類免疫缺陷病毒（一種引起艾滋病的病毒）的人交換體液便有機會遭該種病毒感染。然而與陰道交或肛交相比，口交傳播性傳染病的风險明顯較低。在眾多傳播HIV病毒的途徑当中，口交的風險是最低的。
如果口交接受方的生殖器有傷口，或是給予方的口中有傷口、开放性潰瘍，以及牙齦出血，那麼傳播性傳染病的风險則会增加。在口交之前或之後刷牙、使用牙線，以及光顧牙科服務皆有可能增加傳播的風險，因為這些活動都有機會划伤口腔。不論多么微少的傷口，都会增加性傳染病透过口腔傳播的機會。此外上述情況亦會增加当事人感染常見於生殖器區域的細菌和病毒。由於上述種種因素，所以醫学文獻一般建議在與不知道有沒有感染性傳播疾病的伴侶從事口交時使用避孕套或其他有效的屏障器具。

### HPV與口腔癌
研究已發現與受人類乳突病毒感染的人士一同從事口交跟患上口腔癌有著相關性。马尔默大学牙醫學系於2005年發表的研究表明，跟人類乳突病毒攜带者從事無採取任何保護措施的口交可能会增加患上口腔癌的风險。該研究發現36％的口腔癌患者受到人類乳突病毒感染；没患上口腔癌的對照組則只有1％受其感染。
另一項發表於《新英格兰医学杂志》的研究則指出口交與咽喉癌之間有着明顯的相關性。負責該研究的研究者相信其背後的原因是人類乳突病毒会在口交中傳播。大多數子宮頸癌病例與感染人類乳突病毒有關，且許多研究都在咽喉癌組織中檢測到該種病毒。該研究最後得出結論，與從不從事口交者相比，一生中與1-5名伴侶從事口交的患上咽喉癌的風險大約增加了1倍；與多於5名伴侶從事口交者的相關風險則增加250％。

### 減低流產機會
吮陽可能會降低流產的風險。因為吮陽會使女性跟伴侣的精液（內含蛋白質）接觸，誘導其產生免疫耐受，繼使流產的風險降低。雖然任何形式的精液接觸基本都會降低懷孕中的女性發生各種免疫障礙的風險，但口服精液並在胃腸道吸收之能使免疫耐受以最快的效率產生。相關研究可能包括一些混淆变量在內，例如經常從事口交和吞嚥精液的女性也可能更頻繁地從事性交。但研究者指出，無論是通過哪種方式接觸精液，「數據仍然壓倒性地支持所有研究背後的理論——反復接觸精液能使產婦產生免疫耐受，繼使懷孕更為安全。 」

## 不同文化的看法
不同文化及社会对口交的看法差異很大。有一些對其表示厭惡，也有一些文化高度重視它。某些地区對任何形式的口交（特别是吮陽）都表示批評，甚至視之為禁忌。
口交對於古羅馬人而言是一項較為嚴重的禁忌。他們視這種行為为征服和控制的一种扭曲表現方式，兩個拉丁詞可以反映出這種觀點：irrumare（用口舔）和fellare（被口舔）。因此一個男人在性生活時会因為為對方口交（被控制）而使自身遭別人憎惡。而其他社會地位較低的人士（如女性、奴隸或債務人）为地位較高的人口交，則不会对被口交者構成羞辱。古羅馬人將口交視為比肛交更可恥的一件事情——他們認定從事肛交者会具有惡臭的氣息，且不歡迎他們在餐桌上作客。
與吮陽相反，舔陰遭傳統中國道教視為满足靈性的性實踐，具有延年益壽之效。在現代西方文化中，青少年和成年人皆普遍地從事口交。
厭恶口交者亦有着不同的理由去厭恶之。其中一些認为從事口交的目的不是為了生殖，所以就是不自然的。另外也有一些認為由於口交不能臉對臉地實踐，所以欠缺親密感。最後就是認為其是一種「很髒的」且「使人感到恥辱的」性實踐。在某些情況下，以上此一观点跟当事人就身體不同部位所下的象徵意義有關。也有觀點跟上述意見相反，認為口交「是一對伴侶能從事的最親密行為之一，因為伴侣間需要充分的信任才会進行口交。」

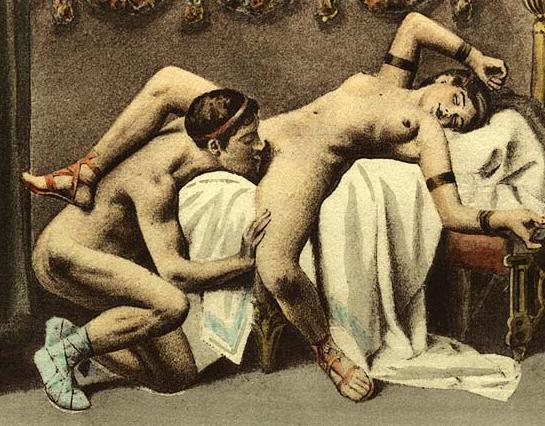
一幅描繪舔陰的畫作（繪於19世紀）

雖然一般觀念或會認為所有女女性接觸者皆会从事口交，但仍有一些女同性戀者或女雙性戀者因心理社會以及情感因素（像是認為其「很髒」），而不喜歡从事口交。而一些女同性戀者或女雙性戀者則認为其是必需要進行的性活動，或認为其是女同性戀者最主要的性活動。與異性戀者相比，女同性戀者更会認为伴侣不喜歡舔陰是「有問題的」，且她們更会常常為此尋求治療，希望伴侣或自己能克服對它的禁忌。

## 其他動物
許多動物界的物種都被觀察到存有口交行為。已有觀點認為口交在演化上能为動物帶來優勢或好处，因为靈長類動物、非靈長類動物和人類皆有从事口交的傾向。現有观察指出屬狐蝠科的犬蝠會從事口交行為（至少會從事吮陽）。若雌性犬蝠在交配時為雄性吮陽，那么牠們的交配時間便會相對地延長。

## 参見
- 人類性行為
- 咂陽
- 舐陰
- 舔肛
- 從肛至口
- 粪口路径